# Regra dos 107%
A regra dos 107% é um regulamento esportivo que afeta as sessões de qualificação das corridas de Fórmula 1. Durante a primeira fase da qualificação, qualquer piloto que não efetue uma volta dentro de 107% do tempo mais rápido na primeira sessão de qualificação não poderá começar a corrida. A regra dos 107% foi introduzida para a temporada de 1996 e permaneceu em vigor até 2002. Foi reintroduzida para a temporada de 2011, com pequenas modificações devido ao formato de qualificação de eliminação. Desde então, apenas a equipe Hispania ficou de fora do grid, no mesmo ano da reintrodução e em 2012.

## História

### Antecedentes
A FIA introduziu a regra dos 107% em uma reunião do Conselho Mundial realizada em junho de 1995, antes do GP da França, atendendo um pedido da Comissão da Fórmula 1. 
Nos anos anteriores, o número máximo de pilotos no grid chegou a 26, garantindo a participação de todos os inscritos (independentemente do tempo feito no treino de classificação). Ainda em 1995, o regulamento permitia que escuderias pequenas (como Simtek, Pacific e Forti-Corse) disputassem o campeonato. Originalmente, a regra seria inaugurada no GP da Hungria, porém dependia da autorização de todas as equipes do grid - Forti e Pacific não aprovaram a introdução. Entretanto, a aprovação das demais escuderias garantiu que a regra estrearia em 1996.

### 1996: o primeiro ano da regra
O GP da Austrália de 1996 foi o primeiro a ser disputado com a regra dos 107%. Pilotando apenas uma versão atualizada do Forti FG01, Luca Badoer e Andrea Montermini foram os primeiros pilotos que não superaram o limite. Além do GP da Austrália, a Forti-Corse não fez um tempo dentro dos 107% em outras 3 provas (Europa, Espanha e Grã-Bretanha). Outro piloto italiano, Giovanni Lavaggi, também não fez um tempo abaixo da regra nos GPs de Alemanha, Bélgica e Japão.

### 1997
Em 1997, a MasterCard Lola, equipe estreante no grid, foi a única que não fez um tempo abaixo dos 107% em toda a temporada. Foi exatamente no único GP em que se inscreveu, em Melbourne. Ricardo Rosset e Vincenzo Sospiri não bateram o tempo-limite, ficando, respectivamente a 11.603 e a 12.717 segundos do tempo da pole-position, feito pelo canadense Jacques Villeneuve (1.29.369). Os pilotos da Arrows (Damon Hill e Pedro Paulo Diniz) também não foram bem, com o campeão de 1996 garantindo sua vaga nos últimos minutos e o brasileiro, embora não tivesse driblado a regra, foi liberado para correr devido aos tempos que fizera nos treinos livres.

### 1998
Na temporada de 1998, o brasileiro Ricardo Rosset, da Tyrrell, foi o único piloto a ter ficado 4 vezes de fora do grid após não fazer um tempo dentro do limite de 107% (Espanha, Mônaco, Hungria e Japão).

### 1999
Em 2 provas da temporada de 1999, cinco pilotos obtiveram tempo acima dos 107%: na Austrália, o novato Marc Gené (Minardi) não conseguiu tempo dentro do limite, mas recebeu uma permissão para largar, enquanto na França, além do espanhol, ficaram de fora: Damon Hill (Jordan), Luca Badoer (Minardi), Pedro de la Rosa e Toranosuke Takagi (Arrows). Porém, a direção de prova liberou a participação deles. Em 2000, nenhum carro ficou de fora do grid.

### 2001 e 2002, últimos anos da regra
Na temporada 2001, a regra dos 107% voltaria a figurar depois de um ano. Tarso Marques, que voltava à F-1 pela Minardi, onde competira em 1996 e 1997, ultrapassou o tempo-limite no GP da Austrália, mas foi liberado para participar da prova (rumores circulavam de que Paul Stoddart, que havia comprado a equipe de Faenza, queria que o brasileiro e o espanhol Fernando Alonso (até então estreante na categoria) disputassem a corrida) e também não conseguiu tempo suficiente para largar no GP da Inglaterra. Alonso e os pilotos da Arrows (Jos Verstappen e Enrique Bernoldi) tiveram permissão para disputar o GP da Bélgica, mesmo não tendo feito um tempo abaixo dos 107%.

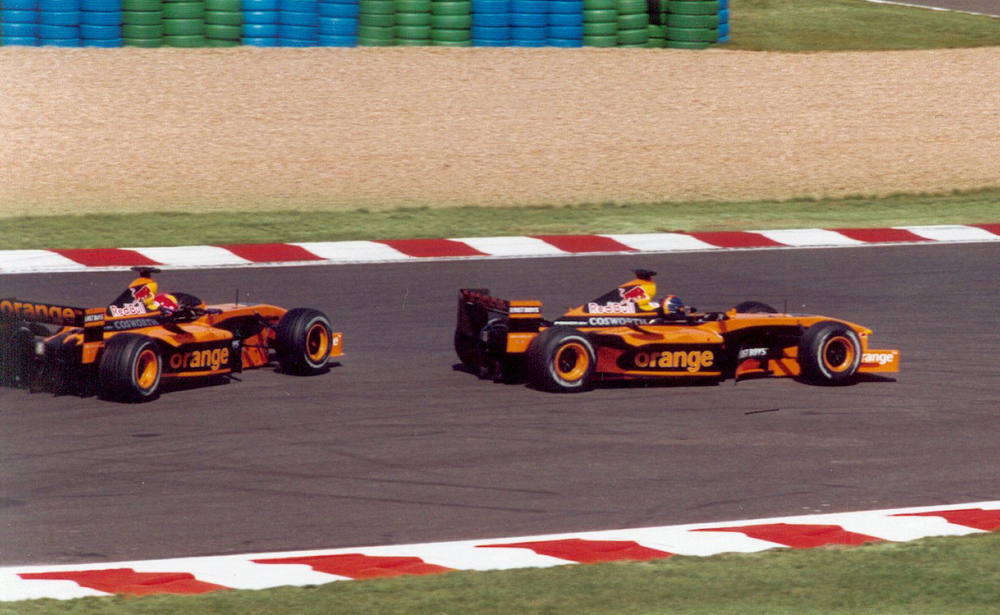
No GP da França de 2002, a Arrows, em grave crise financeira, não se classificou de forma "intencional" para a corrida.

2002 foi o último ano em que a regra foi usada até 2011. Takuma Sato (GP da Austrália), Alex Yoong (GPs de San Marino e Inglaterra), Heinz-Harald Frentzen e Enrique Bernoldi (GP da França) foram os pilotos que não fizeram tempo suficiente para largar. Ao contrário do malaio e da dupla da Arrows, o japonês, que fazia sua estreia na Fórmula 1 pela Jordan, foi autorizado a participar do GP australiano.